# Reichenau (municipio)
Reichenau es un municipio alemán en el distrito de Constanza, Baden-Wurtemberg. Consiste de los barrios Niederzell, Mittelzell y Oberzell en la isla Reichenau en el lago de Constanza y los barrios Waldsiedlung y Lindenbühl en la tierra firme.